# Аліса в реальному світі
«Аліса в реальному світі» (болг. Алиса в реалния свят) — болгарський короткометражний експериментальний фільм 2023 року режисера Івана Абаджієва, який досліджує свідомість молодих людей і те, що означає бути коханим. Прем'єра відбулася 7 квітня 2023 року.

## Сюжет
Головна героїня, Аліса, — молода дівчина, у якої в житті трапляються неприємності. Намагаючись знайти свій шлях, вона стикається з реальністю, про існування якої навіть не підозрювала.

## Акторський склад
- Навід Афзалі — чоловік
- Анна Кошко — Аліса

## Фестивалі
- Міжнародний кінофестиваль «Музи» (Болгарія, 2023)
- Montreal Shorts (Канада, 2023)
- Пусанський фестиваль короткометражних фільмів «Нова хвиля» (Південна Корея, 2023)[3][4]

## Нагороди
- 2023: Пусанський фестиваль короткометражних фільмів «Нова хвиля» — Найкращий експериментальний фільм[3]
- 2023: Пусанський фестиваль короткометражних фільмів «Нова хвиля» — Найкраща акторка (Анна Кошко)[3]